# Martin Remacle
Martin Christophe Jannick Remacle (ur. 16 maja 1997 w Verviers) – belgijski piłkarz grający na pozycji pomocnika w polskim klubie Korona Kielce. Były młodzieżowy reprezentant Belgii, w kategoriach do lat 17., 18. oraz 19.
Wychowanek Standardu Liège, w którym debiutował w seniorskiej piłce, w meczu z KV Kortrijk, rozegranym 10 kwietnia 2016. Ponadto był zawodnikiem klubów: Torino FC, Enosis Neon Paralimni, AO Ajia Napa, URSL Visé, Pandurii Târgu Jiu, FC Voluntari, FC Botoșani oraz Universitatea Kluż.
W sezonie 2022/2023 zdołał dotrzeć do finału Pucharu Rumunii z Universitateą Kluż.
Reprezentując Koronę Kielce, z czterema golami w całej edycji Pucharu Polski 2023/2024, był najlepszym strzelcem rozgrywek, obok Ángela Rodado z Wisły Kraków.

## Sukcesy

### Klubowe
Universitatea Kluż
- Puchar Rumuniiː 2022/2023

Indywidualne
- Król strzelców Pucharu Polski: 2023/2024 (4 gole)[a]